# Stružec Posavski
 Stružec Posavski  falu Horvátországban Zágráb megyében. Közigazgatásilag Orle községhez tartozik.

## Fekvése
Zágráb központjától 28 km-re, községközpontjától 3 km-re délkeletre a Száva jobb partján, a folyó egyik szigete mellett fekszik.

## Története
1857-ben 127, 1910-ben 144 lakosa volt. Trianon előtt Zágráb vármegye Nagygoricai járásához tartozott. 1996-ban az újonnan alapított Orle községhez csatolták. 2001-ben a falunak 63 lakosa volt.

## Lakosság
| Lakosság változása | Lakosság változása | Lakosság változása | Lakosság változása | Lakosság változása | Lakosság változása | Lakosság változása | Lakosság változása | Lakosság változása | Lakosság változása | Lakosság változása | Lakosság változása | Lakosság változása | Lakosság változása | Lakosság változása |
| ------------------ | ------------------ | ------------------ | ------------------ | ------------------ | ------------------ | ------------------ | ------------------ | ------------------ | ------------------ | ------------------ | ------------------ | ------------------ | ------------------ | ------------------ |
| 1857               | 1869               | 1880               | 1890               | 1900               | 1910               | 1921               | 1931               | 1948               | 1953               | 1961               | 1971               | 1981               | 1991               | 2001               |
| 127                | 138                | 148                | 147                | 147                | 144                | 141                | 136                | 110                | 114                | 107                | 109                | 91                 | 84                 | 63                 |

## Külső hivatkozások
- Orle község hivatalos oldala
- Orle község rövid ismertetője